# Stavešinci
Stavešinci so naselje v Občini Gornja Radgona.